# Tân Sơn (huyện)
Tân Sơn là một huyện miền núi cũ nằm ở phía tây nam tỉnh Phú Thọ, Việt Nam.

## Địa lý
Huyện Tân Sơn nằm ở phía tây nam tỉnh Phú Thọ và là huyện cực tây của tỉnh, có vị trí địa lý:
- Phía đông giáp huyện Thanh Sơn
- Phía bắc giáp huyện Yên Lập và huyện Văn Chấn, tỉnh Yên Bái
- Phía tây giáp huyện Phù Yên, tỉnh Sơn La
- Phía nam giáp huyện Đà Bắc, tỉnh Hòa Bình.

Tân Sơn đồng thời là huyện có diện tích lớn nhất tỉnh Phú Thọ và xã Thu Cúc cũng là xã có diện tích lớn nhất trong số các xã của Phú Thọ (lớn hơn thị xã Phú Thọ).
Huyện Tân Sơn có hai con đèo lớn là đèo Khế nằm trên quốc lộ 32 là ranh giới của tỉnh Phú Thọ với tỉnh Yên Bái. Đèo Cón hay đèo dốc Cón nằm trên Quốc lộ 32B nơi ranh giới giữa tỉnh Phú Thọ với tỉnh Sơn La. Cả hai con đèo này đều thuộc xã Thu Cúc.
Huyện có điều kiện khó khăn nhất của tỉnh Phú Thọ. Theo quyết định số 275/QĐ-TTg thì huyện Tân Sơn cùng 6 huyện khác trên cả nước được xét thoát nghèo giai đoạn 2018-2020.

## Hành chính
Huyện Tân Sơn có 17 đơn vị hành chính cấp xã trực thuộc, bao gồm thị trấn Tân Phú (huyện lỵ) và 16 xã: Đồng Sơn, Kiệt Sơn, Kim Thượng, Lai Đồng, Long Cốc, Minh Đài, Mỹ Thuận, Tam Thanh, Tân Sơn, Thạch Kiệt, Thu Cúc, Thu Ngạc, Văn Luông, Vinh Tiền, Xuân Đài, Xuân Sơn.

## Lịch sử
Ngày 9 tháng 4 năm 2007, Chính phủ ban hành Nghị định số 61/2007/NĐ-CP (nghị định có hiệu lực ngày 30 tháng 4 năm 2007) về việc thành lập huyện Tân Sơn trên cơ sở điều chỉnh 68.858 ha diện tích tự nhiên và 73.406 nhân khẩu của huyện Thanh Sơn bao gồm 17 xã: Mỹ Thuận, Tân Phú, Thu Ngạc, Thạch Kiệt, Thu Cúc, Lai Đồng, Đồng Sơn, Tân Sơn, Kiệt Sơn, Xuân Đài, Kim Thượng, Xuân Sơn, Minh Đài, Văn Luông, Long Cốc, Tam Thanh, Vinh Tiền của huyện Thanh Sơn.
Huyện Tân Sơn có 17 đơn vị hành chính trực thuộc. Huyện lỵ đặt tại xã Tân Phú.
Ngày 1 tháng 1 năm 2025, thành lập thị trấn Tân Phú - thị trấn huyện lị huyện Tân Sơn - trên cơ sở toàn bộ diện tích tự nhiên và dân số của xã Tân Phú.
Huyện Tân Sơn có 1 thị trấn và 16 xã như hiện nay.

## Dân số
Năm 2008, huyện Tân Sơn có dân số 76.722 người.
Huyện Tân Sơn có 68.858 ha diện tích tự nhiên và 75.897 nhân khẩu, trong đó 83% là đồng bào các dân tộc: Mường, Dao, H'Mông, Thái, La Chí, Tày, Nùng,...
Huyện Tân Sơn có dân số ngày 1/4/2019 là 85.731 người.

## Văn hóa
Trên địa bàn huyện có Vườn quốc gia Xuân Sơn, trải rộng chủ yếu trên xã Xuân Sơn. Đây là một trong các khu rừng đặc dụng của Việt Nam, với thảm thực vật phong phú, các hang động kỳ thú.

### Đặc sản
Huyện Tân Sơn có nhiều món ăn cổ truyền được coi là đặc sản nơi đây như: thịt chua, cá thính,...